# البروتستانتية في روسيا

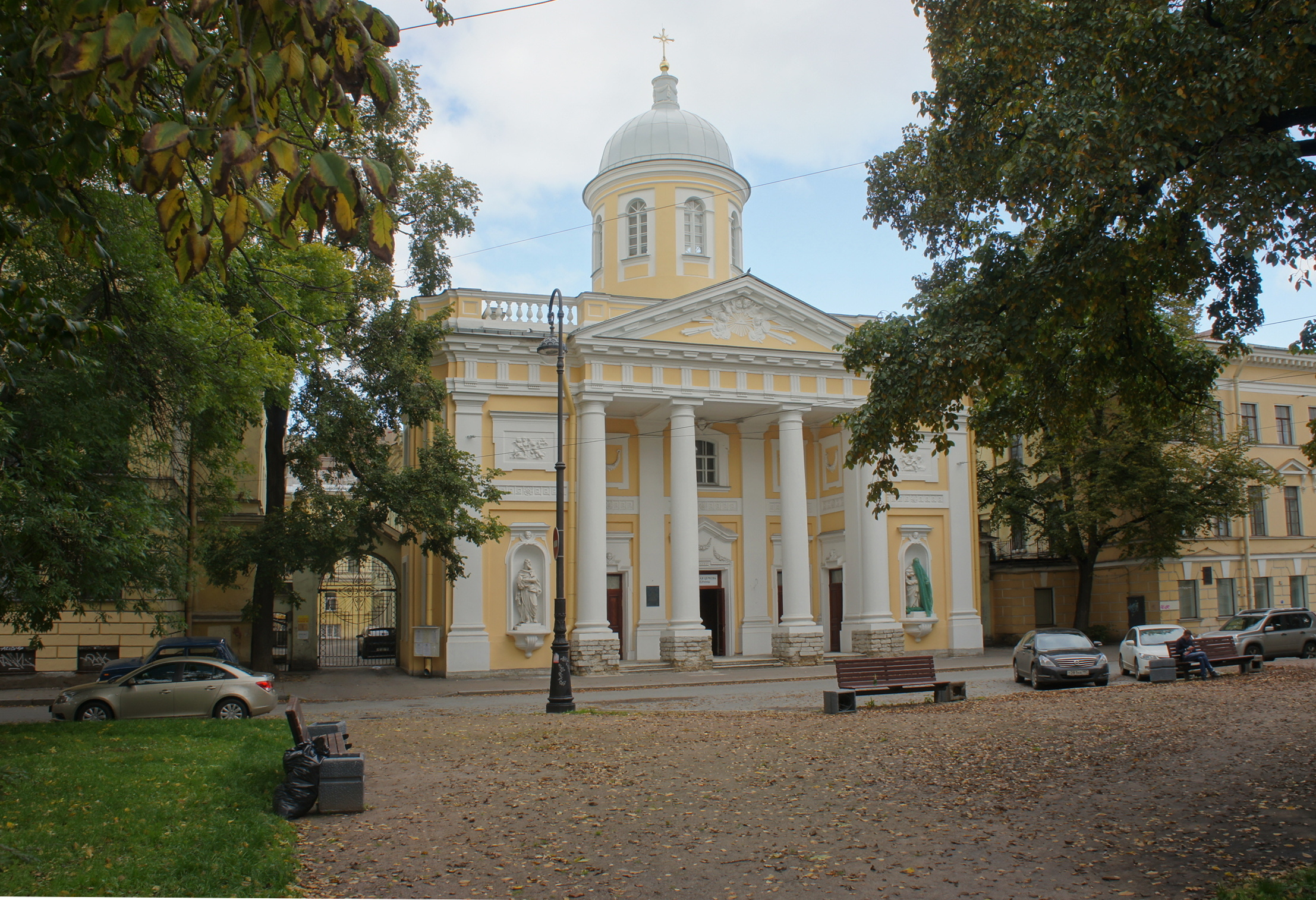
كنيسة القديسة كاترينا في سانت بطرسبرغ.

يشكل البروتستانت في روسيا 0.5-1.5% (أي 700 ألف إلى مليونين من المعتنقين) من مجمل سكان البلاد. حسب بيانات عام 2004، كان في روسيا 4،435 مجتمعًا بروتستانتيًّا مسجّلًا وهو ما يقابل 21% من مجموع المنظمات الدينية المسجلة، وهي ثاني مرتبة بعد الأرثوذكسية الشرقية. أما في عام 1992 فلم يكن للبروتستانت حسب التقارير إلا 510 منظمات في روسيا.
ينتمي كثير من المبشرين في روسيا إلى الطوائف والفرق البروتستانتية. حسب استطلاع عالمي أجري في نهاية عام 2013، تبين أن 1% من الروسيين المستجوَبين ينتسبون إلى البروتستانتية.

## التاريخ

ولِدت الإمبراطورة كاترين العظيمة في كنف عائلة ألمانية أرستقراطية على المذهب اللوثري. دعت الألمان الذين كان كثير منهم بروتستانتًا إلى الاستقرار في الإمبراطورية الروسية.

ظهرت أول الكنائس البروتستانتية (اللوثرية، المصلَحة) في روسيا في القرنين السادس عشر والسابع عشر في المدن والبلدات الكبيرة مثل موسكو، وكان ينتسب إليها مجتمعات منفية من غربي أوروبا. شكلت الكنائس اللوثرية تحديدًا أقلّيّة كبيرة في روسيا قبل عام 1917.
في القرن الثامن عشر، تحت حكم كاترين الثانية العظيمة، دُعي عدد كبير من المستوطنين الألمان إلى روسيا، منهم المينوناتية واللوثرية والإصلاحية والرومان الكاثوليك.
بدأ تاريخ البروتستانتية الإنجيلية الروسية المحلية بحركات مثل حركة ستريغولنيكي في القرن الرابع عشر ثم حركات مولوكان ودوخوبور إلى حد ما، وسوبوتنيكس بين القرن السادس عشر والثامن عشر، ثم الجماعات التولستويية الريفية التي حضرت لانتشار الحركة في المستقبل. دل الدليل على أن أول وجود لهذه الجماعات المذكورة يعود إلى القرنين السابع عشر والثامن عشر. هاجر كثير من المجتمعات المذكورة أعلاه إلى كندا والولايات المتحدة وأمريكا اللاتينية في القرن التاسع عشر والقرن العشرين.
نشأت أول المجتمعات الروسية المعمدانية في ثلاثة خطوط غير مرتبطة في ثلاث مناطث منفصلة من الإمبراطورية الروسية (جنوب القوقاز، وأوكرانيا، وسانت بطرسبرغ) في ستينيات القرن التاسع عشر وسبعينياته.
حسب معلومات معهد التاريخ المسيحي، فإن عدد المعمدانيين في روسيا ازداد ازديادًا كبيرًا بعد الحرب العالمية الأولى، إذا تحول بعض المساجين الروسيين إلى المعمدانية على يد المبشرين الألمان، وعادوا إلى بلادهم لينشروا مذهبهم. شهدت عشرينيات القرن العشرين فرصًا جديدة للعمل التبشيري إذ بدا أول الأمر أن النظام البلشفي يريد أن يتصالح مع الذين يعدّون من «أهل الطوائف». في ثلاثينيات القرن العشرين، دمر الاضطهاد الستاليني الحياة الكنسية، وأجرى اعتقالات كثيرة وأغلق كنائس كثيرة، ولكن لم تنته القصة هنا. شهدت الحرب العالمية الثانية هدوءًا في العلاقات بين الدولة والكنيسة في الاتحاد السوفييتي، واستفاد من هذا المجتمع البروتستانتي إلى جانب نظيره الروسي الأرثوذكسي. شهدت المرحلة التالية للحرب نمو التجمعات المعمدانية والخمسينية وإحياءً دينيًّا. تدل الإحصائيات التي قدمها قادة الكنيسة المسجلة انتساب 250 ألف عضو معمد في 1946 مقابل 540 ألفًا في 1958. في الحقيقة، كان نفوذ البروتستانتية أوسع مما تدل عليه هذه الأرقام، فبالإضافة إلى وجود مجموعات معمدانية وخمسينية غير مسجلة، كان آلاف من الناس يأتون إلى الكنائس من دون التعمّد. كان كثير من التجمعات المعمدانية والخمسينية في أوكرانيا. فاق عدد النساء عدد الرجال بكثير في هذه التجمعات، ولو أن الكهنة كانوا ذكورًا.
مع أن الاتحاد السوفييتي أسس مجلس اتحاد جامعًا للمسيحيين الإنجيلييين والمعمدانيين في عام 1944 وشجع التجمعات على التسجيل، فإن هذا لم يكن نهاية لاضطهاد المسيحيين. وقع عدة قادة دينيين ومتدينين عاديين من المجتمعات البروتستانتية ضحايا لاضطهاد النظام الشيوعي، وتعرضوا لعقوبات منها السجن. قضى قائد الحركة السبتية في الاتحاد السوفييتي فلاديمير شيلكوف (1895–1980) معظم حياته بعد 1931 في السجن حتى مات في مخيم في ياقوتيا. أما الخمسينيون فحُكم عليهم أحكام جماعية بالسجن بين 20 و25 عامًا ومات كثير منهم فيها، منهم إيفان فورونائيف، من قادة الحركة.
في الفترة اللاحقة للحرب العالمية الثانية، أُجبر المؤمنون البروتستانتيون في الاتحاد السوفييتي (من المعمدانيين والخمسينيين والسبتيين وغيرهم) على الدخول إلى المشافي العقلية وحُكم عليهم بالسجن (عادةً لرفضهم الخدمة العسكرية). حتى حُرم بعضُهم حقوقَه الأبوية.

## ترجمة الكتاب المقدس
ظهرت أول المحاولات لترجمة أسفار الكتاب المقدس إلى اللغة الروسية المعاصرة بدلًا من السلافونية الكنسية القديمة التي كانت متداولة في القداسات بين السلاف الشرقيين، في القرنين السادس عشر والسابع عشر. لكن الأعمال المذكورة (ترجمة الشماس بوسولسكي بريكاز أفرامي فيرسوف، والقس إي. غلوك، والمطران ميثودي سميرنوف) فُقدت في الاضطرابات السياسية والحروب.
بدأت الترجمة الكاملة للكتاب المقدس إلى اللغة الروسية في عام 1813 بعد تأسيس دار الكتاب المقدس الروسية. نُشرت النسخة الكاملة للكتاب المقدس الشاملة للعهد القديم والعهد الجديد في عام 1876. تستعمل هذه النسخة (التي تسمى أيضًا الكتاب المقدس المجمعي الروسي) المجتمعات البروتستانتية في أرجاء روسيا وفي دول الاتحاد السوفييتي. ظهرت عدة ترجمات حديثة مؤخرا. نشر مجتمع الكتاب المقدس الروسي منذ تأسيسه عام 1813 إلى 1826 أكثر من 500 نسخة من الكتب المتعلقة بالكتاب المقدس بواحد وأربعين لغة في روسيا. توقف عمل المجتمع عدة مرات في القرنين التاسع عشر والعشرين بسبب السياسات الرجعية للحكومة الروسية.
عاد مجتمع الكتاب المقدس الروسي إلى العمل في 1990-1991 بعد فترة من الانقطاع بسبب التقييدات تحت حكم النظام السوفييتي.

## وصلات خارجية
- الأقليات البروتستانتية في الاتحاد السوفيتي
- الجمعية الروسية للكتاب المقدس
- معهد ترجمة الكتاب المقدس في روسيا
- اتحاد المعماديون الروس
- كنيسة مسيحيو الإيمان الإنجيلي الروسية (الخمسينية)